# Citizendium
Citizendium is een project om op basis van samenwerking een internet-encyclopedie te maken, dat begonnen is op 25 maart 2007. Het project werd opgestart door de medeoprichter van Nupedia en Wikipedia, Larry Sanger van wie indertijd de idee kwam om voor Nupedia de nieuwe samenwerkingssoftware Wiki-Wiki te gaan gebruiken. Citizendium is in het Engels beschikbaar.
In mei 2020 bestond Citizendium uit 16.977 artikelen waarvan 166 expert-approved (zeer goede artikelen).

## Doelstellingen

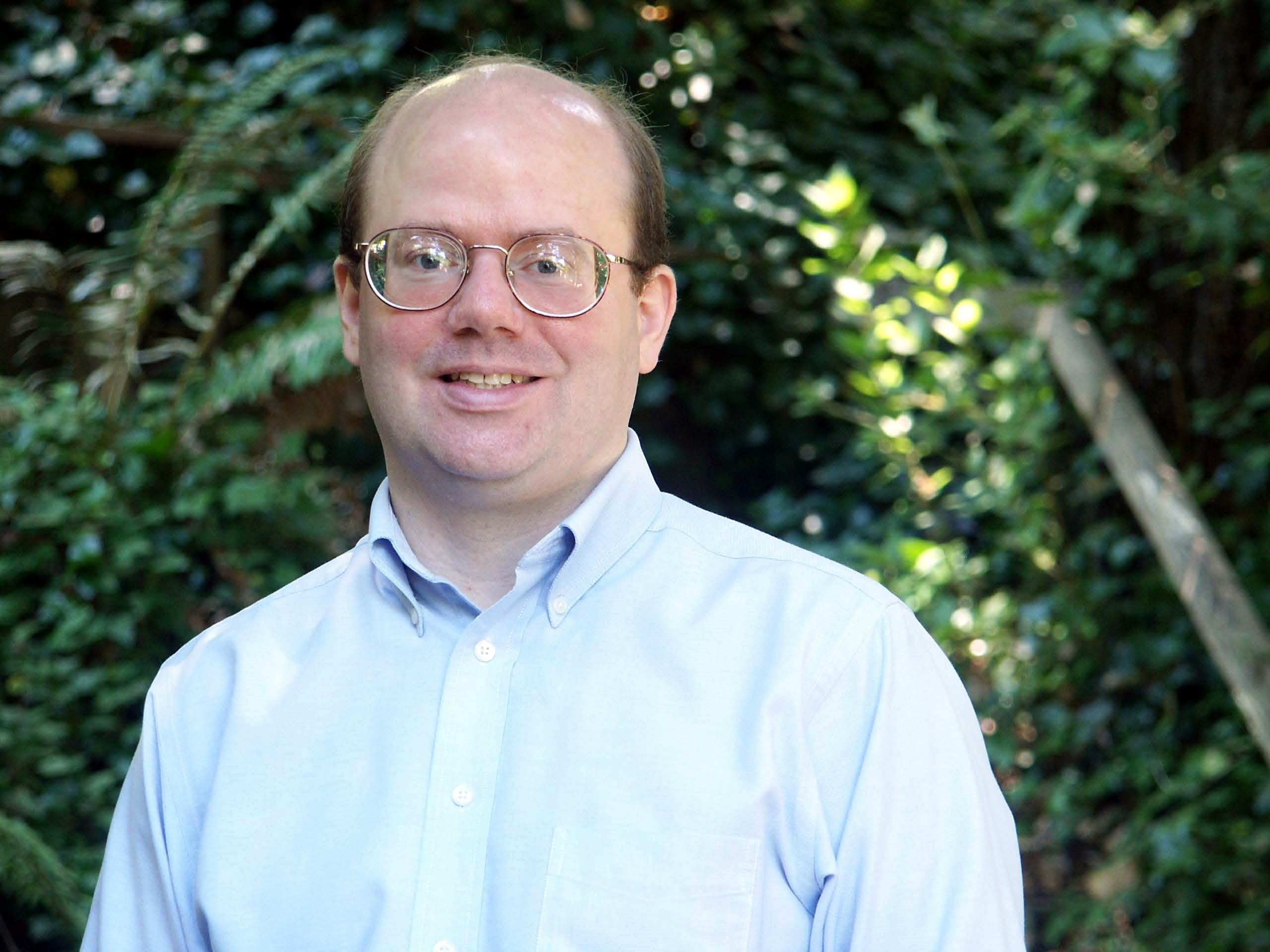
Larry Sanger

Het doel van Citizendium is om een online-encyclopedie te maken met burgers, waarvan de bewerkingen worden geredigeerd, teneinde enkele nadelen van Wikipedia te ondervangen.
Het concept van Citizendium verschilt op enkele punten van Wikipedia. Zo is het alleen mogelijk bijdragen te leveren wanneer een account is aangemaakt, waardoor vandalisme zoals dat op Wikipedia veel voorkomt, kan worden verminderd. Ook moeten de bijdragen een zeker academisch niveau hebben want Citizendium werkt met redactieteams die de kwaliteit van bijdragen aan de encyclopedie controleren om zo een zekere kwaliteitsstandaard te kunnen bieden. In de redactieteams is plaats voor erkende experts en voor deelnemers die op basis van aantoonbare kwaliteiten meeschrijven. 
Eind 2010 verloor Citizendium de Tides Foundation als belangrijke geldschieter, sindsdien probeert de Foundation donateurs onder de lezers te werven. Onder leiding van een nieuwe directeur in 2012, Anthony Sebastian,  Professor Medicijnen aan de Universiteit van Californië, werd de organisatie afgeslankt en is geprobeerd andere fondsen aan te trekken. De financiële problemen bleven echter bestaan, met eind november 2014 een reserve die slechts toereikend was voor twee maanden.
De activiteiten op het project zijn in z'n algemeenheid in de loop der jaren verder teruggelopen. In 2020 waren er ruim 100 actieve bewerkers.

## Naamgeving
De naam Citizendium is een samentrekking van "Citizens' Compendium": een alomvattend kennisbestand, geschreven door burgers. De bijdragen van burgers zouden dan door experts worden gecontroleerd.